# Hiroaki Ishiura

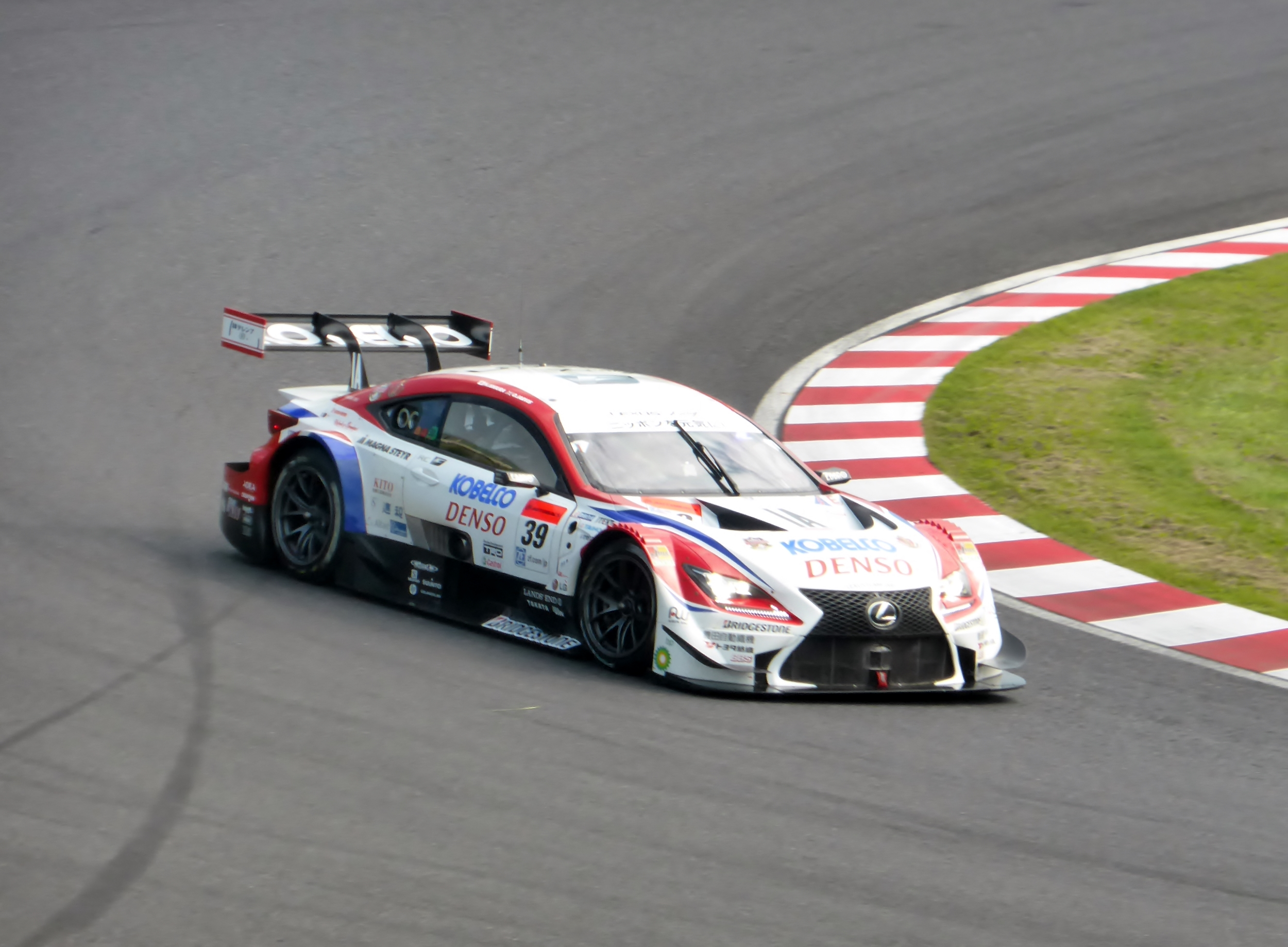
Hiroaki Ishiura in 2014.

Hiroaki Ishiura (Japans: 石浦 宏明) (Tokio, 23 april 1981) is een Japans autocoureur. In 2007 werd hij kampioen in de GT300-klasse van de Super GT en in 2015 en 2017 in de Super Formula.

## Carrière
Ishiura begon zijn autosportcarrière in het karting in 1999, waarin hij tot 2001 actief bleef. In 2002 maakte hij zijn debuut in het formuleracing in de Formule Toyota Racing School, die enkel bedoeld is om coureurs op te leiden. Tussen 2003 en 2005 was hij actief in de Formule Toyota, waarin hij achtereenvolgens vierde, zesde en derde in het kampioenschap werd. In 2006 maakte hij zijn Formule 3-debuut in het Japanse Formule 3-kampioenschap, waarin hij reed voor Now Motor Sports. Hij won een race op de Twin Ring Motegi, maar in de rest van het seizoen stond hij niet meer op het podium, waardoor hij met 69 punten negende werd in de eindstand. Tevens debuteerde hij in de GT300-klasse van de Super GT bij het team DHG Racing in een Ford GT in de race op de Suzuka International Racing Course, maar hij wist de race niet te finishen.
In 2007 bleef Ishiura actief in de Japanse Formule 3, waarin hij overstapte naar het team TOM'S. Hij won twee races op het Okayama International Circuit en de Sendai Hi-Land Raceway en stond in zes andere races op het podium. Met 201 punten werd hij achter Kazuya Oshima, Roberto Streit en Oliver Jarvis vierde in de eindstand. Tevens debuteerde hij als fulltime coureur in de GT300-klasse van de Super GT bij het team APR in een Toyota MR-S, waarin hij een auto deelde met Oshima. Het duo won twee races op Okayama en het Sepang International Circuit en stond in drie andere races op het podium, waardoor zij met 89 punten kampioen werden in de klasse.
In 2008 maakte Ishiura de overstap naar de Formule Nippon, waarin hij uitkwam voor het Team LeMans. Hij behaalde een aantal top 10-finishes, met een zevende plaats in de seizoensopener op de Fuji Speedway als beste klassering. Met 9 punten werd hij zestiende in het kampioenschap. Tevens stapte hij binnen de Super GT over naar de GT500-klasse, waarin hij bij het Toyota Team Tsuchiya een Lexus SC430 deelde met Takeshi Tsuchiya. Twee vierde plaatsen op Sepang en het Sportsland SUGO waren hun beste resultaten, waardoor zij met 23 punten vijftiende werden in de eindstand.
In 2009 behaalde Ishiura in de Formule Nippon zijn eerste podiumfinish op Motegi, waardoor hij met 30 punten zesde werd in het kampioenschap. In de Super GT stapte hij over naar het Lexus Team Kraft, waar hij een Lexus SC430 deelde met Oshima. Op Suzuka won hij zijn eerste race in de GT500-klasse en werd zo met 44 punten negende in het eindklassement.
In 2010 stond Ishiura in de Formule Nippon op het podium op Autopolis, waardoor hij met 16 punten achtste werd in de eindstand. In de Super GT won hij met Oshima de race op Fuji. Hierdoor werd het duo met 45 punten zesde in het eindklassement.
In 2011 stapte Ishiura binnen de Formule Nippon over naar het Team Kygnus Sunoco. Hij behaalde een podiumplaats op SUGO en werd zo met 17 punten zesde in het kampioenschap. In de Super GT maakte hij de overstap naar het Lexus Team SARD, waar hij de auto deelde met Takuto Iguchi. Het duo behaalde drie pole positions, maar stond enkel op SUGO en Motegi op het podium, waardoor zij met 40 punten zevende werden in de eindstand. Tevens reed Ishiura zijn eerste race in Europa: in de SP8-klasse van de 24 uur van de Nürburgring werd hij met Oshima en Akira Iida vierde voor Gazoo Racing in een Lexus LFA.
In 2012 nam Ishiura niet meer deel aan de Formule Nippon, maar bleef hij wel actief in de Super GT. Hier behaalde hij samen met Juichi Wakisaka een overwinning op Fuji, waardoor hij met 57 punten derde werd in de eindstand. Tevens reed hij in de SP3-klasse van de 24 uur van de Nürburgring bij Gazoo Racing in een Toyota 86, die hij winnend afsloot. In 2013 behaalde hij in de Super GT met Wakisaka een podiumfinish op Sepang, waardoor hij met 49 punten zevende werd in het kampioenschap. In de 24 uur van de Nürburgring werd hij tweede in de SP8-klasse voor Gazoo Racing in een Lexus LFA.
In 2014 keerde Ishiura terug in de Formule Nippon, dat inmiddels de naam had veranderd naar Super Formula, bij het team P.mu/cerumo・INGING. Hij behaalde twee podiumplaatsen op Suzuka en Motegi en werd zo met 26 punten vijfde in het eindklassement. Hij bleef ook actief in de Super GT, waar hij een auto deelde met Oliver Jarvis. Het duo kende een moeilijk seizoen, waarin een vierde plaats in de seizoensopener op Okayama hun beste resultaat was. Hierdoor werden zij met 24 punten dertiende in het kampioenschap. In de 24 uur van de Nürburgring werd hij voor Gazoo Racing in een Lexus LFA vijfde in de SP8-klasse.
In 2015 won Ishiura in de Super Formula twee races op Okayama en Motegi en stond hij eveneens op Fuji, Autopolis en Suzuka op het podium. Met 51,5 punten behaalde hij zo zijn eerste titel in deze klasse. In de Super GT maakte hij de overstap naar het Lexus Team Zent Cerumo, waar hij een Lexus RC F deelde met Yuji Tachikawa. Het duo behaalde drie podiumplaatsen op Okayama, Fuji en Suzuka en werd zo met 59 punten vierde in de eindstand. In de 24 uur van de Nürburgring won Ishiura voor Gazoo Racing in een Lexus LFA de SP-Pro-klasse.
In 2016 won Ishiura in de Super Formula een race op Okayama en behaalde hij vier andere podiumfinishes, waardoor hij met 27 punten vijfde werd in het klassement. In de Super GT won hij met Tachikawa een race op Suzuka en stond hij op SUGO eveneens op het podium. Zo werd hij met 52 punten zesde in de eindstand.
In 2017 won Ishiura in de Super Formula een race op Fuji en stond hij op Okayama eveneens op het podium. Alhoewel andere coureurs meer podiumfinishes behaalden, finishte Ishiura in alle races in de punten, waardoor hij met 33,5 punten het kampioenschap nipt wist te winnen met slechts een halve punt voorsprong op Pierre Gasly. In de Super GT won hij met Tachikawa een race op Fuji en stond hij in twee andere races op het podium, waardoor hij met 62 punten vierde werd in het kampioenschap.
In 2018 won Ishiura in de Super Formula een race op Motegi, en ook op Fuji behaalde hij het podium. Met 25 punten werd hij achter Naoki Yamamoto en Nick Cassidy derde in de eindstand. In de Super GT behaalde hij met Tachikawa twee podiumfinishes op Fuji en Motegi en werd zo met 59 punten vierde in het eindklassement.
In 2019 kende Ishiura een moeilijk seizoen in de Super Formula, waarin hij niet verder kwam dan twee zesde plaatsen op Motegi en Suzuka. Met 10 punten werd hij slechts dertiende in het kampioenschap. In de Super GT behaalde hij wel successen met een overwinning op Fuji, waardoor hij met Tachikawa vierde werd in de eindstand met 46,5 punten.
In 2020 behaalde Ishiura een podiumplaats op Okayama, waardoor hij met 27 punten tiende werd in de eindstand. Een week na afloop van het seizoen maakte hij bekend dat hij in 2021 niet zou terugkeren in de klasse. In de Super GT stapte hij over naar het TGR Team ZENT Cerumo, waarin hij met Tachikawa een Toyota GR Supra GT500 deelde. Het duo behaalde een podiumfinish op Motegi en werd met 40 punten tiende in het klassement.
In 2021 rijdt Ishiura in de Super GT bij het TGR Team ZENT Cerumo in een Toyota GR Supra GT500 met Tachikawa.